# 橘桜
橘 桜（たちばな さくら）は、日本の女性声優。主にアダルトゲームに関与している。同業の橘さくらは別人。

## 出演
太字はメインキャラクター。

### 成人向ゲーム
2011年
- 穢翼のユースティア（フィオネ・シルヴァリア[1]）

2012年
- 辻堂さんの純愛ロード（北条 歩[2]）

2013年
- 大図書館の羊飼い（桜庭 玉藻[3]）
- 辻堂さんのバージンロード（北条 歩）

2014年
- 大図書館の羊飼い -Dreaming Sheep-（桜庭 玉藻）

2015年
- 相州戦神館學園 万仙陣（緋衣 南天）[4]

2017年
- みなとカーニバルFD（北条 歩）

2021年
- クロガネ回姫譚-絢爛華麗-（船阪 玉鋼）

### 一般向ゲーム
- クロガネ回姫譚-閃夜一夜-（2015年、船阪 玉鋼[5]）
  - クロガネ回姫雀（2015年、船阪 玉鋼[6]）

### ドラマCD
- 相州戦神館學園 誅仙陣（2015年、緋衣 南天[7]）